# Jacob Zachar
Jacob Zachar (Chicago, Illinois, 16 de maio de 1986) é uma ator norte-americano, mais conhecido por interpretar Rusty Carwright na série de televisão Greek.

## Carreira
Zachar conseguiu seu primeiro papel principal em Greek depois de morar em Los Angeles por apenas dois meses.  Ele fez o papel de Ernest no filme Little Big Top e depois apareceu como caixa  no filme Bodega, também em 2006. Ele também fez comerciais para Carl's Jr. e Dunkin Donuts.  Ele atuou em vários papéis teatrais, como On Golden Pon, Prairie Lights, Big: The Musical, Les Misérables e
Caras e Bonecas.
Zachar fez vozes para o filme Surf's Up e um episódio da série de televisão animada King of the Hill, onde ele era caixa. Em 2005, Zachar completou o filme  Drunkboat , no qual ele estrela junto com Dana Delany, John Malkovich e John Goodman.

## Vida pessoal
Enquanto morava em Chicago, ele estava em uma banda de metal chamada Megaband.  Zachar também cantou em um grupo de punk / ska, Not Too Good.  Ele agora toca em uma banda de blues e funk em meio período.
Em 25 de maio de 2019, Zachar se casou com Brittany Saberhagen após cinco anos de namoro.

## Filmografia
| Ano       | Titulo                         | Papel              | Notas                             |
| --------- | ------------------------------ | ------------------ | --------------------------------- |
| 2006      | Little Big Top                 | Ernest             |                                   |
| 2006      | Bodega                         | Cashier            | Short film                        |
| 2007      | Surf's Up                      |                    | Dublagem                          |
| 2007–2011 | Greek                          | Rusty Cartwright   | Papel principal                   |
| 2010      | Drunkboat                      | Abe                |                                   |
| 2011      | Marcy                          | Jacob              | Episódio: Marcy Does a Pool Party |
| 2012      | Detention of the Dead          | Eddie              |                                   |
| 2012      | House                          | Guest Star         | Episódio: "Holding On"            |
| 2013      | CSI: Crime Scene Investigation | Chad               | Episódio: "Dead Air"              |
| 2013      | Project S.E.R.A.               | Adam               |                                   |
| 2014      | Those Who Wander               | Sam                |                                   |
| 2014      | The Hive                       | Clark              |                                   |
| 2018      | Shrimp                         | Angelina's husband |                                   |